# 聖路易聖殿主教座堂
聖路易聖殿主教座堂（Cathedral Basilica of Saint Louis）位于美国圣路易斯 Lindell 大道4431号，建于1907-1914年，1926年祝圣，是 天主教圣路易斯总教区的总主教座堂。该堂的主保圣人是法国国王路易九世。1997年若望保禄二世将其列为宗座圣殿。

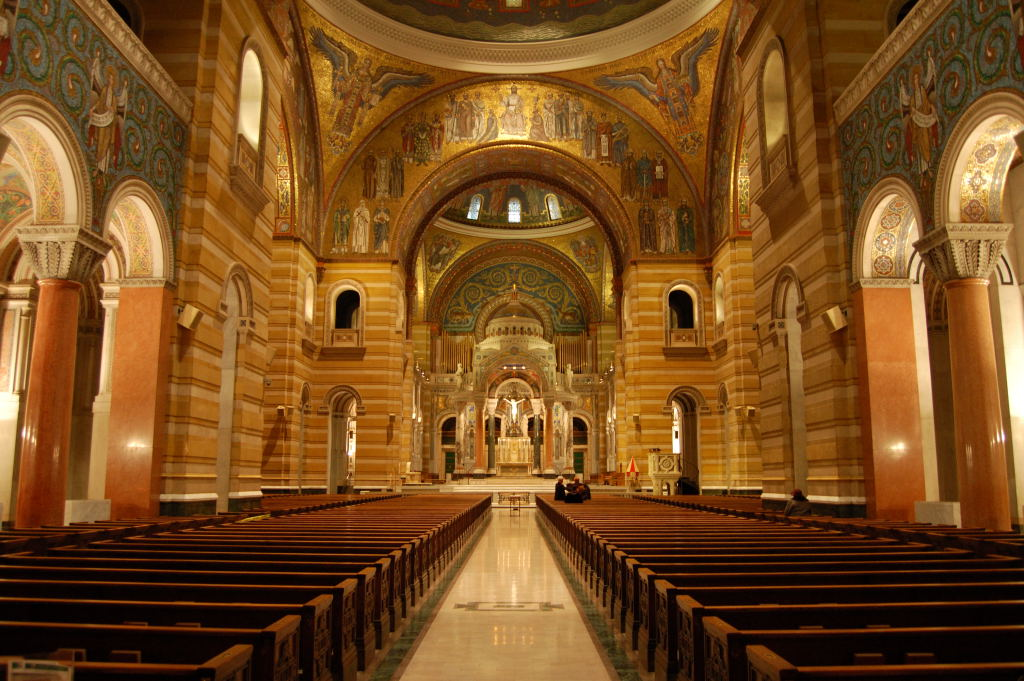
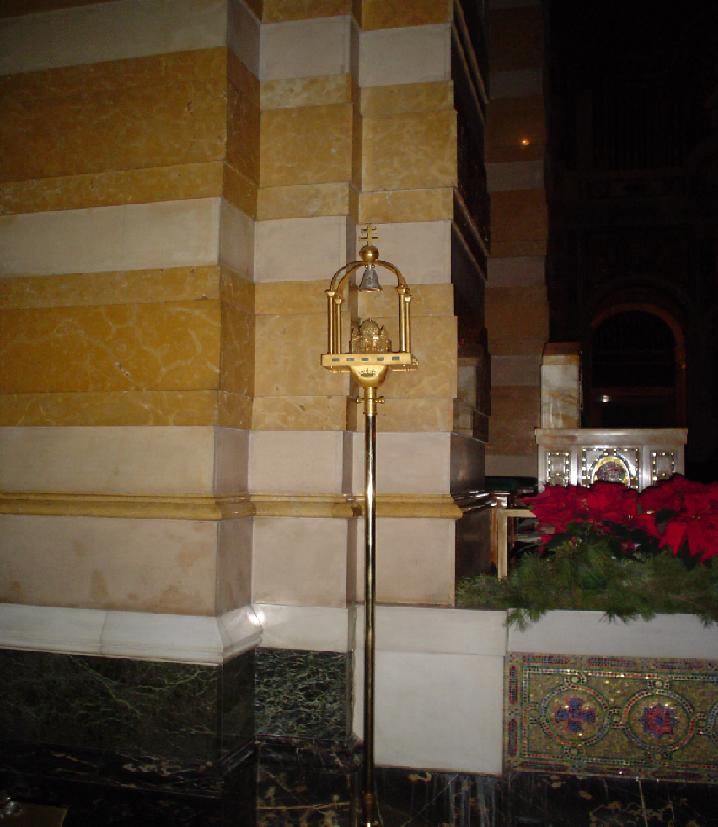
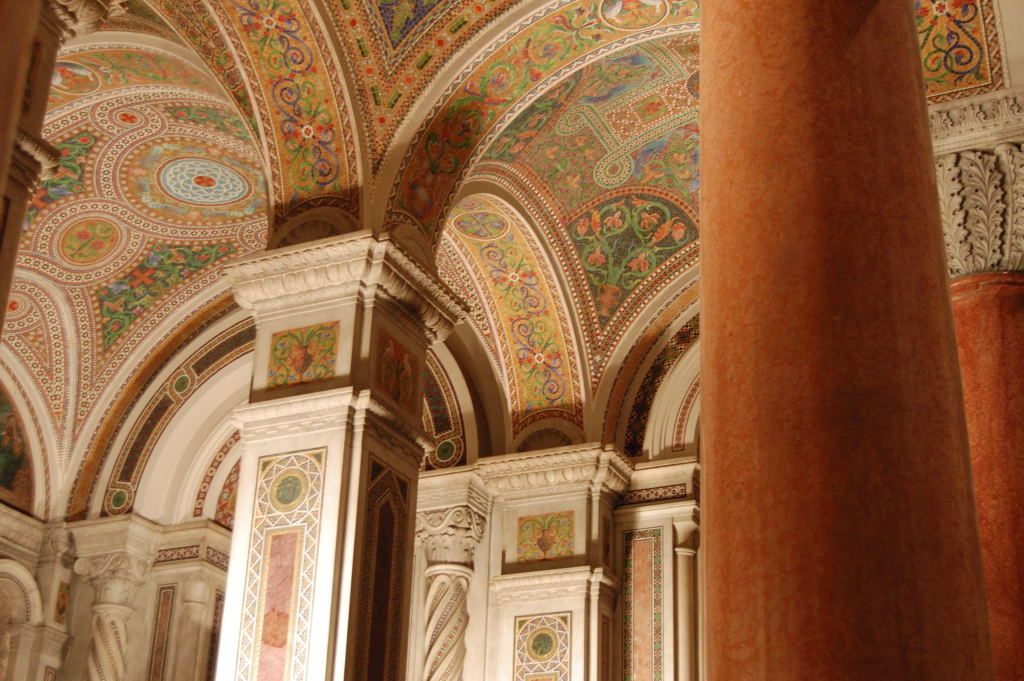
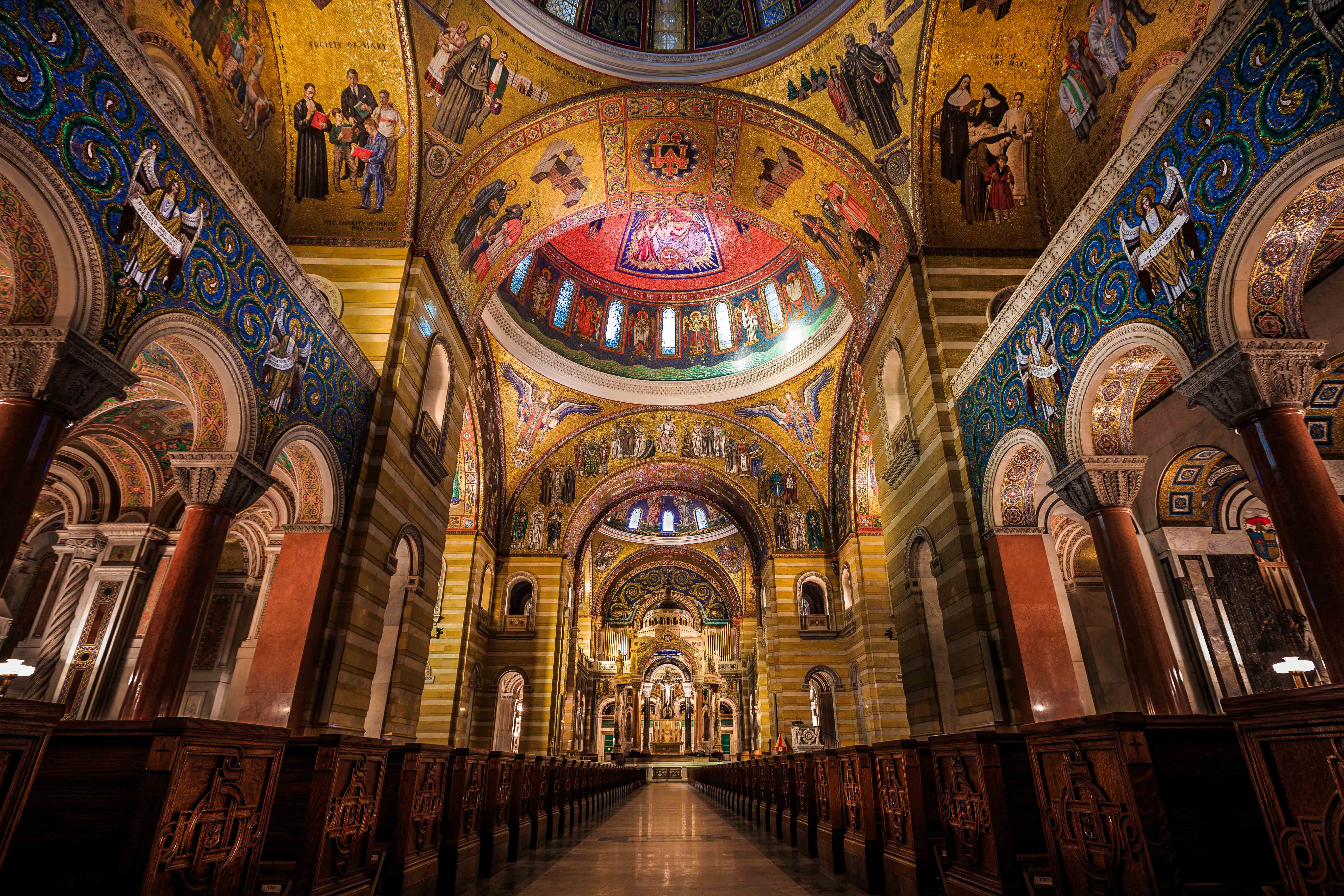
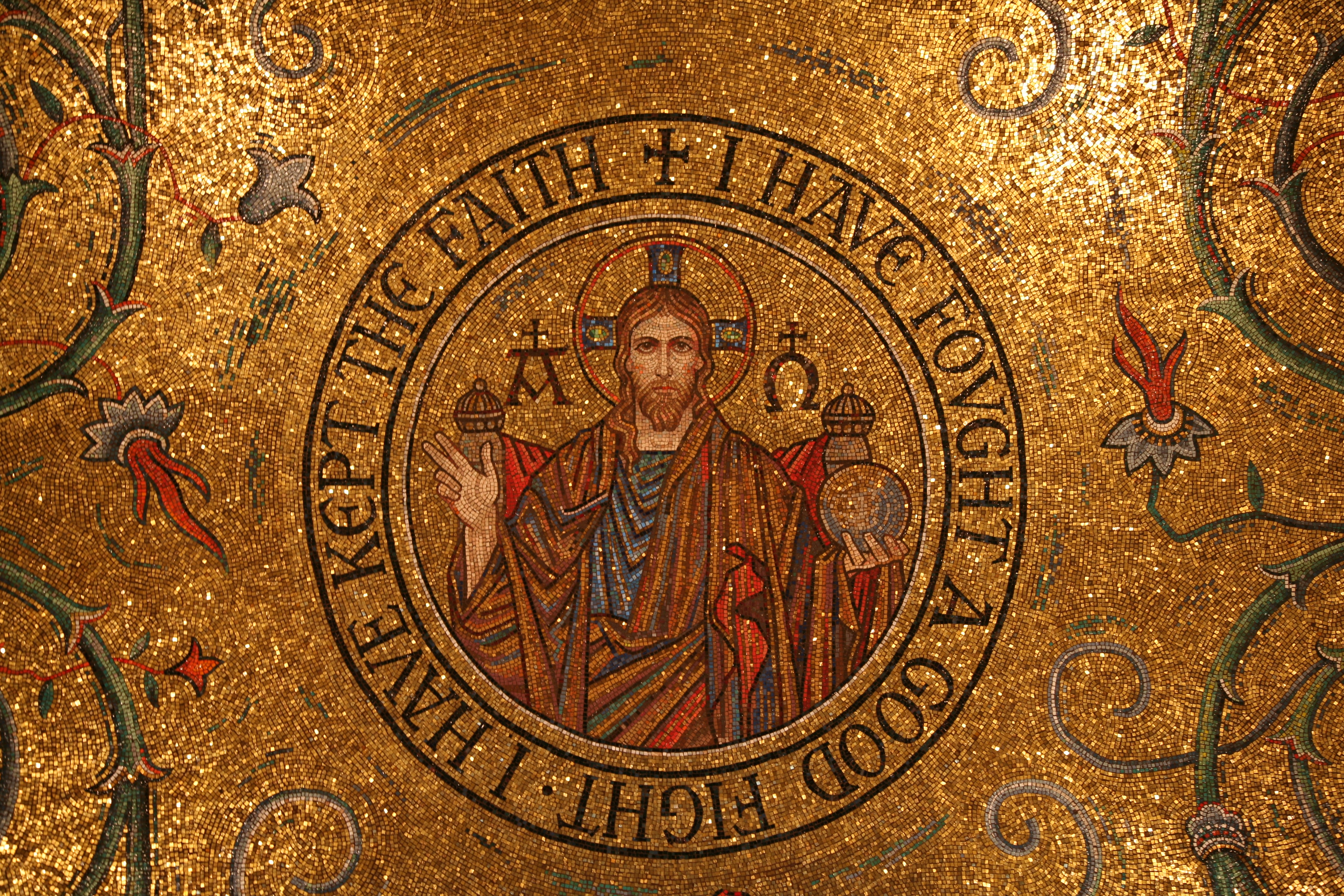
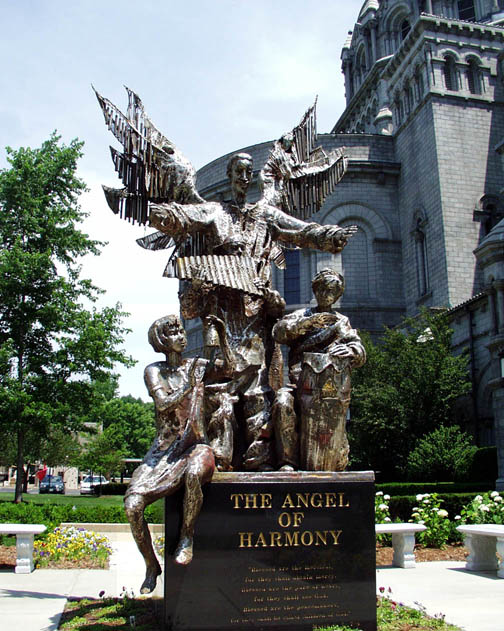
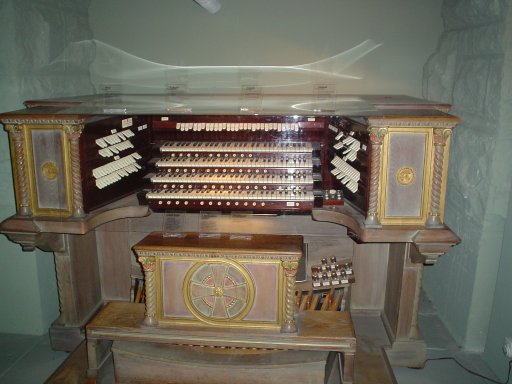
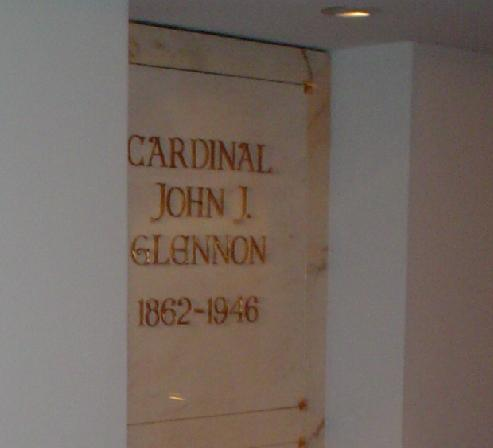
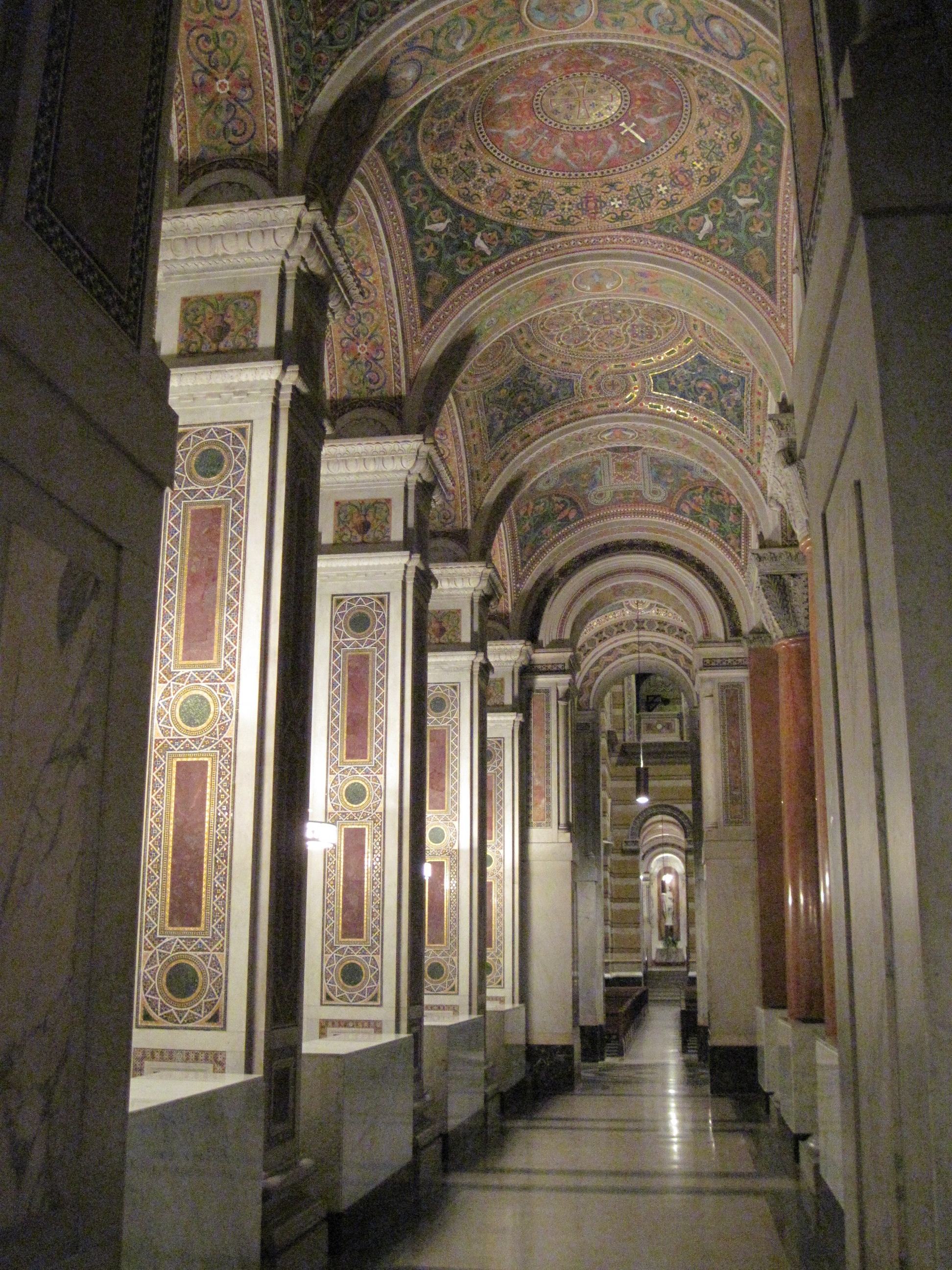
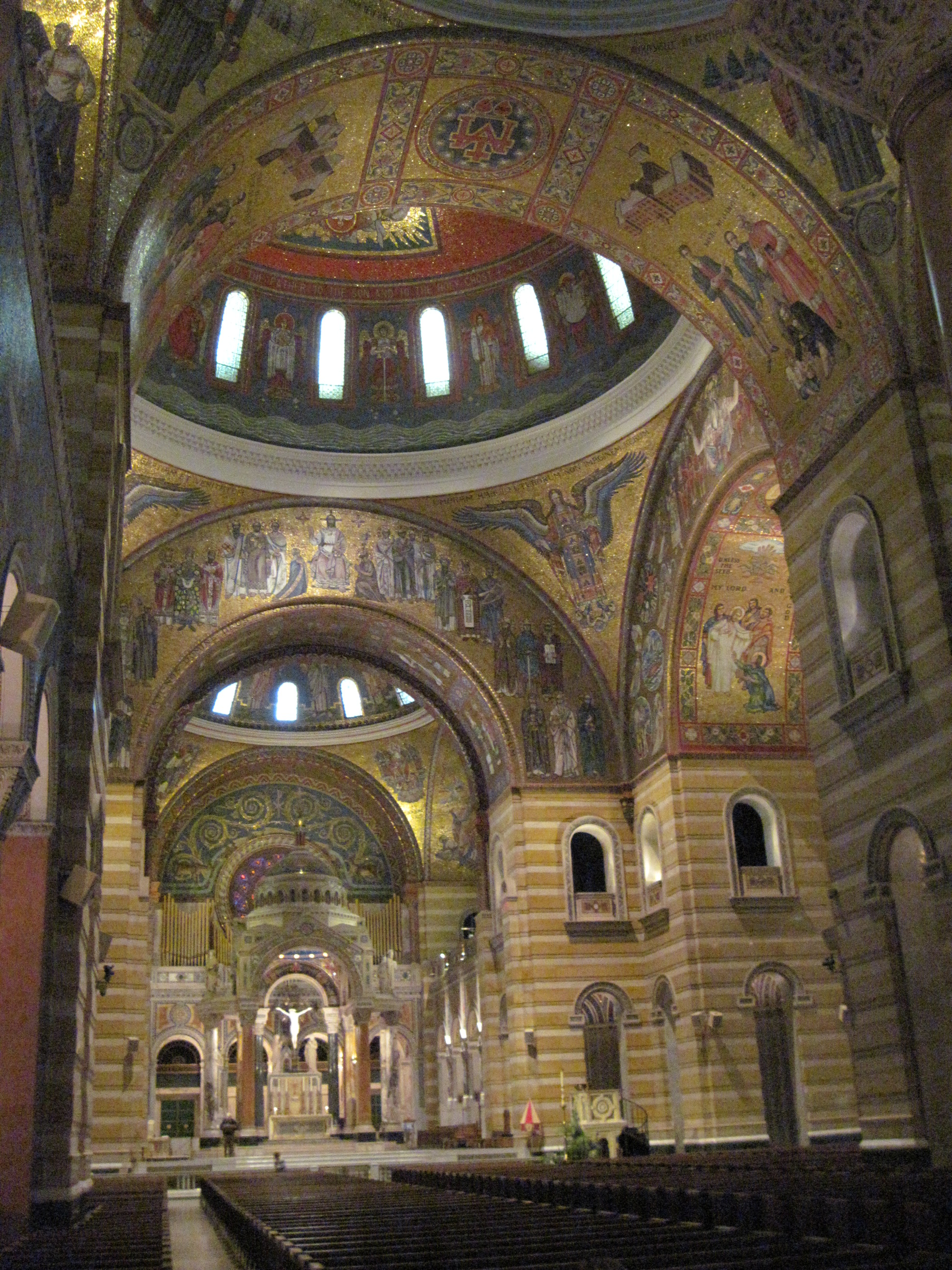
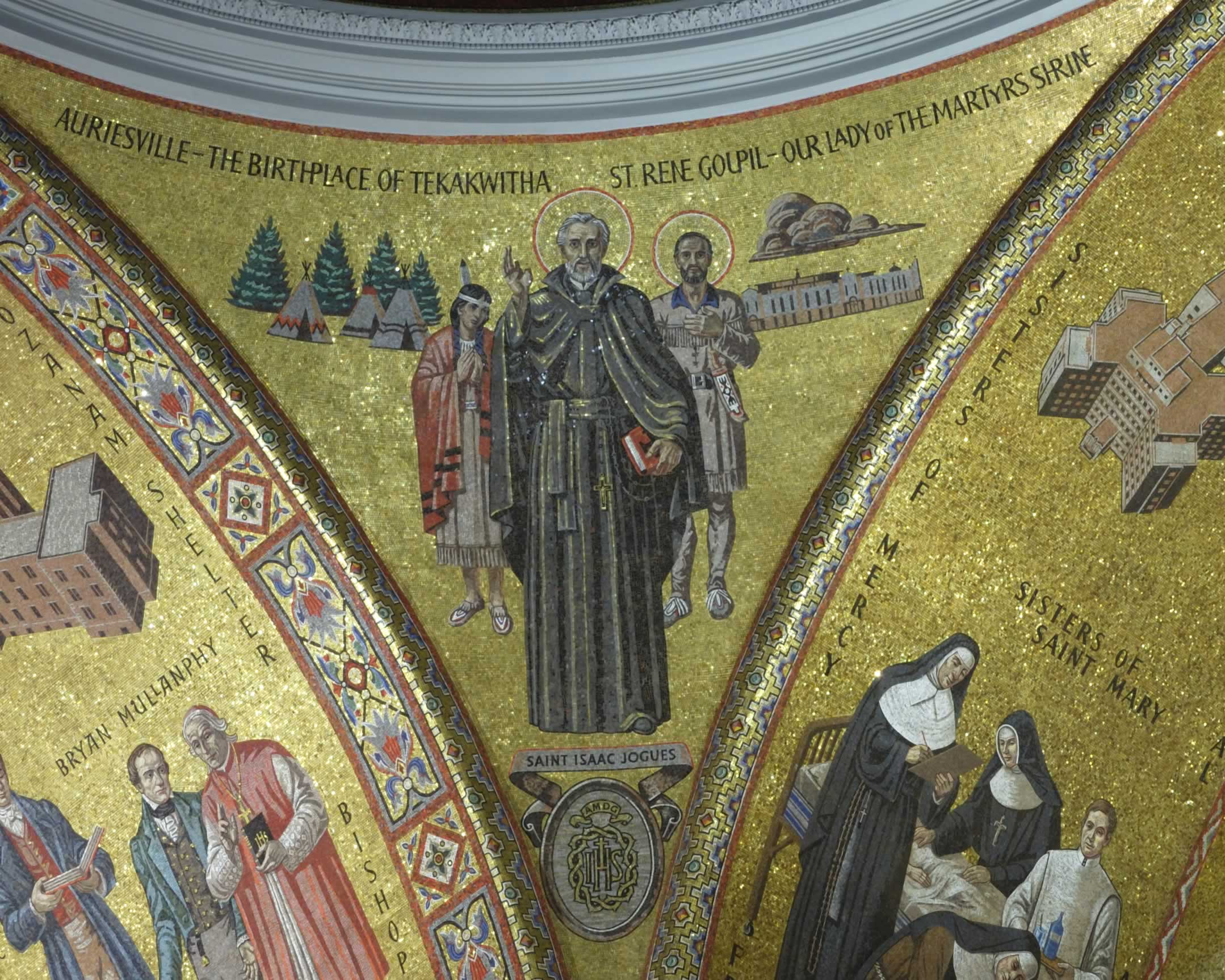
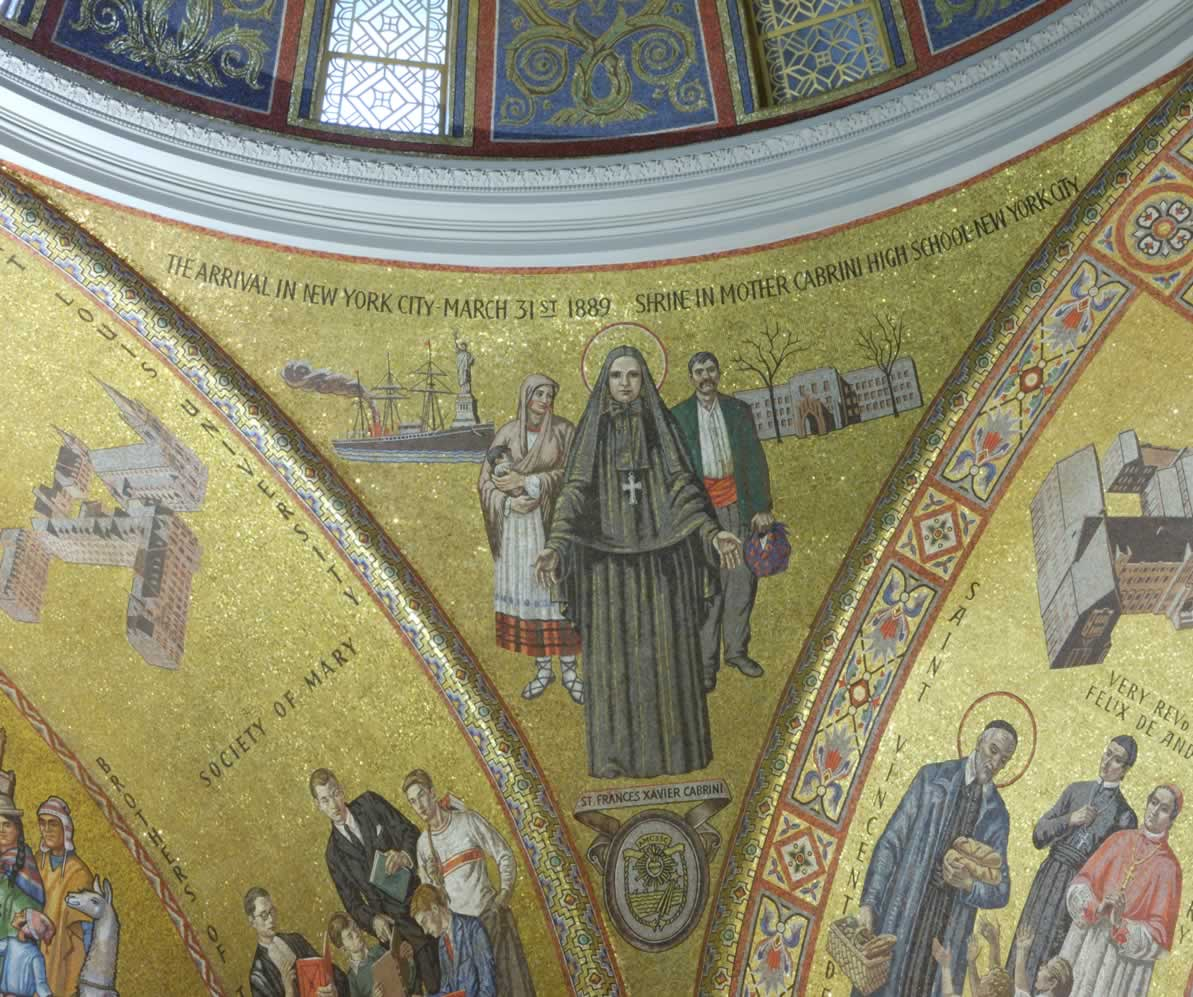
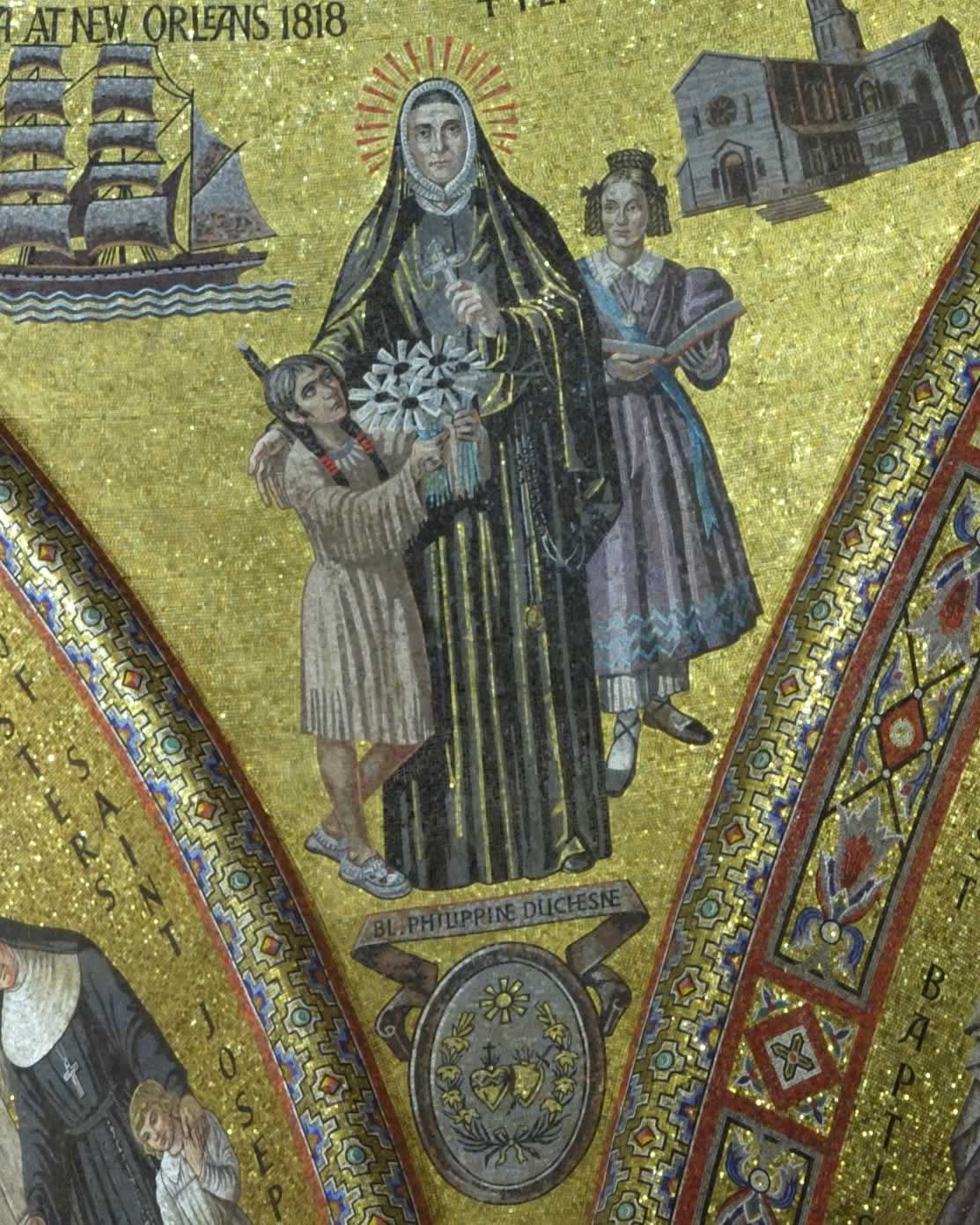
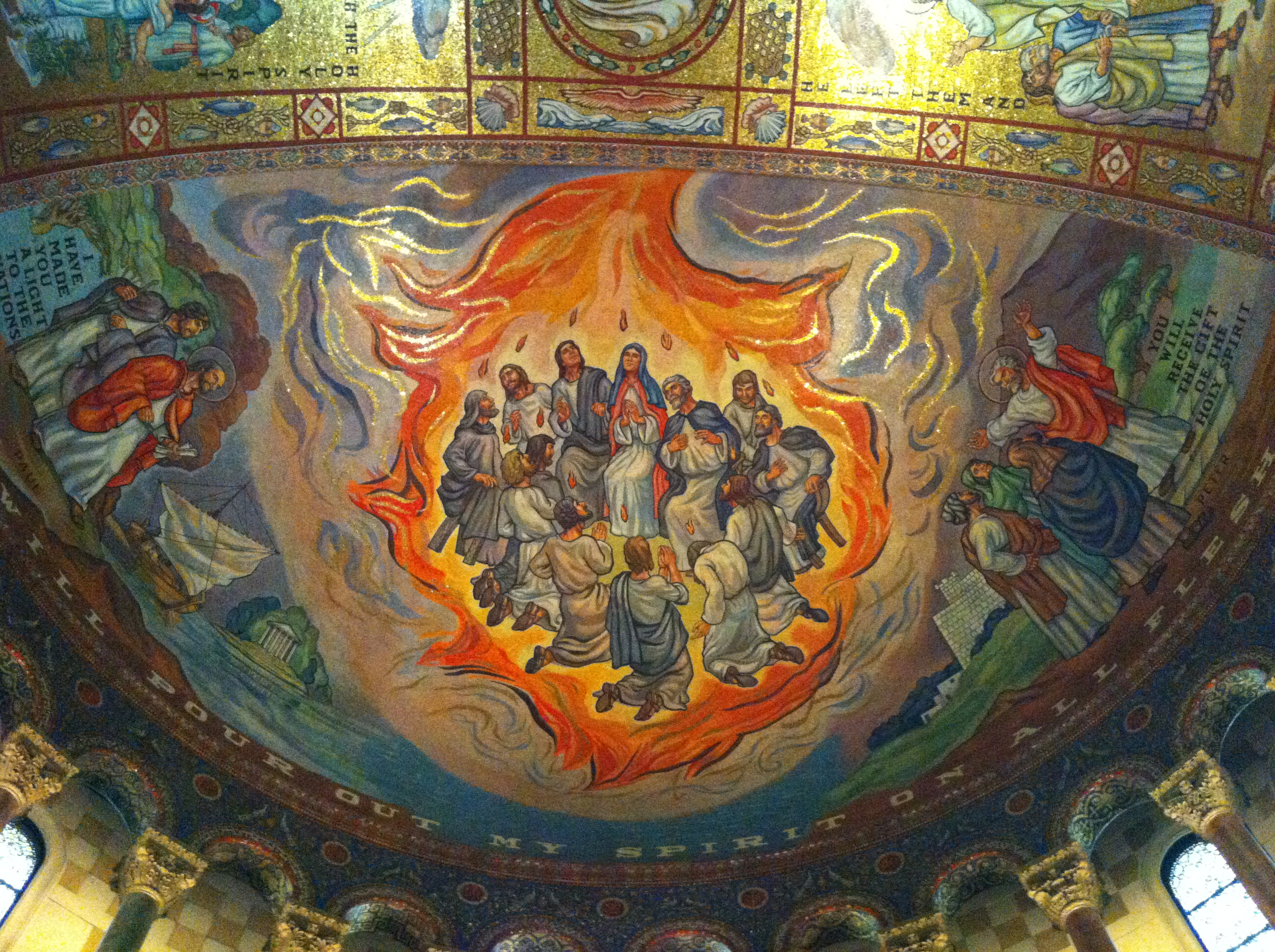
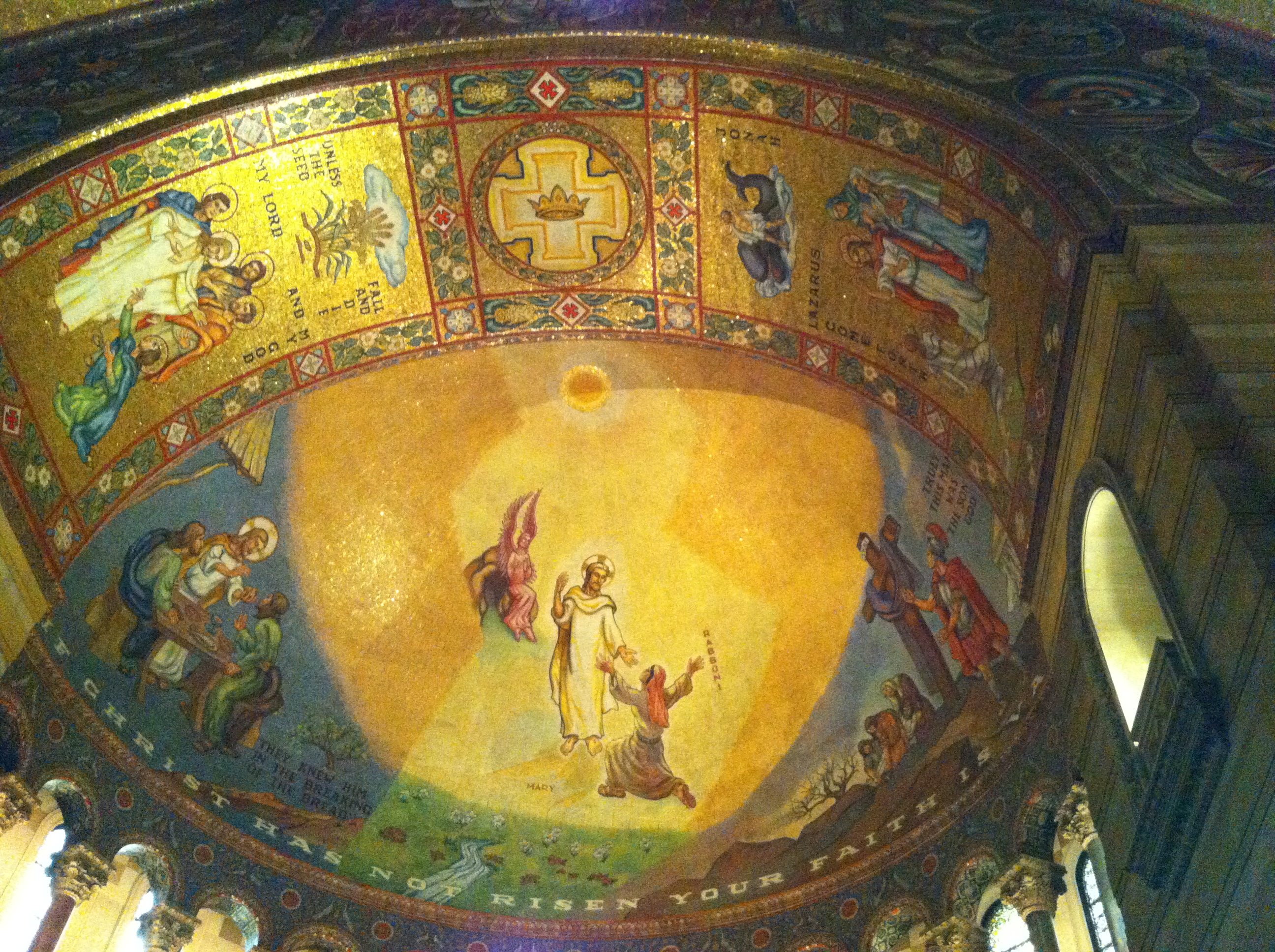

该堂以马赛克装饰著称。